# Leandis
Leandis (en grec antic Λεανδίς) era una ciutat de la part oriental de Cataònia a uns 30 km de Cocusus, en un pas de les muntanyes del Taure a la via d'Anazarbus, segons diu Claudi Ptolemeu.
Podria ser la mateixa ciutat que Laranda de Cataònia mencionada a l'Itinerari d'Antoní i de la que també en parla el geògraf Hièrocles, que cal no confondre amb la Laranda de Licaònia.